# Сопвит LRTTr
Сопвит LRTTr (енгл. Sopwith LRTTr - Long Range tractor triplane) је троседи британски ловачки авион. Авион је први пут полетео 1916. године. 

Био је замишљен за пратњу бомбардера и борбу са ваздушним бродовима. Показао се тежак и незграпан, па није ушао у производњу.
Највећа брзина авиона при хоризонталном лету је износила 129 km/h.
Распон крила авиона је био 16,0 метара, а дужина трупа 10,74 метара.

## Наоружање
| Наоружање авиона: Сопвит       |     |
| Ватрено (стрељачко) наоружање  |     |
| Топ                            |     |
| Митраљез                       |     |
| Број и ознака митраљеза        | 2   |
| Калибар                        | 7,7 |
| Бомбардерско наоружање (бомбе) |     |
| Ракетно наоружање (ракете)     |     |